# John Larroquette
Pour les articles homonymes, voir Larroquette.
John Larroquette, né le 25 novembre 1947 à La Nouvelle-Orléans (Louisiane, États-Unis), est un acteur américain d'origine française. 
Il est principalement connu du grand public pour ses rôles dans la série Les Têtes brûlées et la mini-série Le 10e Royaume.
De 2014 à 2018, il joue le rôle de Jenkins aka Galahad, conservateur de l'annexe de la bibliothèque dans Flynn Carson et les Nouveaux Aventuriers.

## Biographie
John Edgar Bernard Larroquette Jr. est né le 25 novembre 1947 à La Nouvelle-Orléans, en Louisiane.
Il est marié depuis le 4 juillet 1975 avec Elizabeth Ann Cookson. 
Il parle couramment français[réf. nécessaire].
Il a joué dans les films Massacre à la tronçonneuse, La Quatrième Dimension, Star Trek 3 : À la recherche de Spock et JFK. Il a également joué dans des séries, telles que Dallas, Les Enquêtes de Remington Steele, The Practice : Bobby Donnell et Associés, Joey, Night Court, Dr House ou encore Chuck.

## Filmographie

### Cinéma
- 1974 : Massacre à la tronçonneuse de Tobe Hooper : le narrateur
- 1981 : Opération Green Ice d'Ernest Day
- 1981 : Les Bleus d'Ivan Reitman : Capitaine Stillman
- 1982 : La Féline de Paul Schrader
- 1983 : La Quatrième Dimension (segment Time Out) de John Landis : K.K.K.
- 1983 : Star Trek 3 : À la recherche de Spock de Leonard Nimoy : Maltz
- 1983 : Hysterical de Chris Bearde (en) : Bob
- 1987 : Boire et Déboires de Blake Edwards : David Bedford
- 1990 : Tante Julia et le Scribouillard de Jon Amiel : Docteur Albert Quince
- 1991 : JFK d'Oliver Stone : Jerry Johnson
- 1994 : Richie Rich de Donald Petrie : Laurence Van Dough
- 2003 : Massacre à la tronçonneuse de Marcus Nispel : le narrateur
- 2003 : Beethoven et le Trésor perdu de Mark Griffiths (en) : le maire Harold Herman
- 2006 : Massacre à la tronçonneuse : Le Commencement de Jonathan Liebesman : le narrateur
- 2006 : Demain des hommes de Norman Tokar : un soldat
- 2007 : Southland Tales de Richard Kelly : Vaughn Smallhouse
- 2009 : Green Lantern : Le Complot de Lauren Montgomery : Tomar-Re (voix)
- 2021 : Massacre à la tronçonneuse de David Blue Garcia : le narrateur

### Télévision
- 1976-1978 : Les Têtes brûlées (série télévisée) : 2nd Lt. Bob Anderson
- 1982 : Dallas : Phillip Colton
- 1984-1985 : Remington Steele : Nathan Fitts
- 1984-1992 : Night Court (série télévisée) : Dan Fielding
- 1993-1996 : The John Larroquette Show (série télévisée) : John Hemingway
- 1997-2002 : The Practice : Bobby Donnell et Associés (série télévisée) : Joey Heric
- 2000 : Le Dixième Royaume (série télévisée) : Tony Lewis
- 2000 : À la maison blanche (série télévisée) : Lionel Tribbey
- 2004 : Trois filles, trois mariages, un tour du monde ! (Wedding Daze) : Jack Landry
- 2006 : Dr House (série télévisée) : S03E07 - 24 heures pour vivre et mourir : Gabriel Bosniak
- 2007 : Boston Justice (série télévisée) : Carl Sack
- 2008 - 2011 : Chuck : Roan Montgomery
- 2009 : La Tempête du siècle (The Storm) : Bud McGrath
- 2009 : New York, unité spéciale (saison 11, épisode 10) : Randall Carver
- 2010 : FBI Duo très spécial ( série télévisée ) : Luc Donovan
- 2010 : Gun : Sam
- 2013 : Almost Human : Nigel
- 2013 : Double Jeu : Sénateur Dwight Haverstock (9 épisodes)
- 2014-2018 : Flynn Carson et les Nouveaux Aventuriers : Jenkins

## Distinctions

### Récompenses
- Primetime Emmy Awards 1985 : Meilleur acteur dans un second rôle dans une série télévisée comique pour Night Court.
- Primetime Emmy Awards 1986 : Meilleur acteur dans un second rôle dans une série télévisée comique pour Night Court.
- Primetime Emmy Awards 1987 : Meilleur acteur dans un second rôle dans une série télévisée comique pour Night Court.
- Primetime Emmy Awards 1988 : Meilleur acteur dans un second rôle dans une série télévisée comique pour Night Court.
- Primetime Emmy Awards 1998 : Meilleur acteur invité dans une série télévisée dramatique pour The Practice : Donnell et Associés.
- 1998 : Viewers for Quality Television Awards du meilleur acteur pour The Practice : Donnell et Associés.

### Nominations
- Golden Globes 1988 : Meilleur acteur dans un second rôle dans une série, une mini-série ou un téléfilm pour Night Court.
- Primetime Emmy Awards 1994 : Meilleur acteur dans une série télévisée comique pour The John Larroquette Show.
- 1994 : Viewers for Quality Television Awards du meilleur acteur dans une série télévisée comique pour The John Larroquette Show.
- 1995 : Viewers for Quality Television Awards du meilleur acteur dans une série télévisée comique pour The John Larroquette Show.
- 1999 : Online Film & Television Association Awards du meilleur acteur invité dans une série télévisée dramatique pour The Practice : Donnell et Associés.
- 2002 : Online Film & Television Association Awards du meilleur acteur invité dans une série télévisée dramatique pour The Practice : Donnell et Associés.
- Primetime Emmy Awards 2002 : Meilleur acteur invité dans une série télévisée dramatique pour The Practice : Donnell et Associés.
- Screen Actors Guild Awards 2008 : Meilleure distribution pour une série dramatique pour Boston Justice partagé avec Rene Auberjonois, Candice Bergen, Julie Bowen, Saffron Burrows, Christian Clemenson, Taraji P. Henson, William Shatner, James Spader, Tara Summers, Mark Valley, Gary Anthony Williams et Constance Zimmer.
- Screen Actors Guild Awards 2009 : Meilleure distribution pour une série dramatique pour Boston Justice

## Voix françaises
| - Philippe Ogouz dans : - Tribunal de nuit, (série télévisée) - The Practice : Bobby Donnell et Associés (série télévisée) - Le 10e Royaume (mini-série) - Trois filles, trois mariages, un tour du monde ! (téléfilm) - Dr House (série télévisée) - McBride (série de téléfilms) - Boston Justice (série télévisée) - Chuck (série télévisée) - New York, unité spéciale (série télévisée) - FBI : Duo très spécial (série télévisée) - Les Experts : Manhattan (série télévisée) - Parks and Recreation (série télévisée) - Flynn Carson et les Nouveaux Aventuriers (série télévisée) - Féodor Atkine dans : - Richie Rich - Southland Tales | - François Berland dans : - Massacre à la tronçonneuse 2003 (voix) - Massacre à la tronçonneuse : Le Commencement (voix) et aussi : - Jacques Thébault dans Massacre à la tronçonneuse 1974 (voix) - Michel Paulin dans Les Têtes brûlées (série télévisée) - Pierre Hatet dans Les Bleus (1er doublage) - Emmanuel Jacomy dans Les Bleus (2e doublage) - Michel Derain dans Les Chester en Floride - Richard Darbois dans Boire et Déboires - Denis Boileau dans Happy Family (série télévisée) - Alain Choquet dans Beethoven et le Trésor perdu (téléfilm) - Bernard Tiphaine dans Joey (série télévisée) - Mathieu Rivolier dans Deception (série télévisée) - Philippe Catoire dans The Brink (série télévisée) |